# Мазия, Олег Германович
Олег Германович Мазия (род. 7 апреля 1961, Мончегорск, Мурманская область) — советский и российский хоккеист с мячом, защитник.

## Биография
Олег Мазия родился 7 апреля 1961 года в городе Мончегорск Мурманской области.
Занимался хоккеем с мячом в детской команде мончегорского «Североникеля». Играл за свердловский СКА (1980—1982), московские «Фили» (1982—1984, февраль 1991), красногорский «Зоркий» (1984—1986), московское «Динамо» (1986—1990). В чемпионатах СССР провёл 129 матчей, забил 3 мяча. Дважды выигрывал серебряные медали чемпионата СССР (1987—1988), трижды становился обладателем Кубка СССР (1985—1987). В 1987 году был серебряным призёром Кубка мира.
С июля 2008 года был играющим тренером «Мончегорска».
Мастер спорта СССР (1982).